# مقاطعة بارك (وايومنغ)
مقاطعة بارك (بالإنجليزية: Park County)‏ هي إحدى مقاطعات ولاية وايومنغ في الولايات المتحدة الأمريكية.